# Kaufhof (Bad Cannstatt)

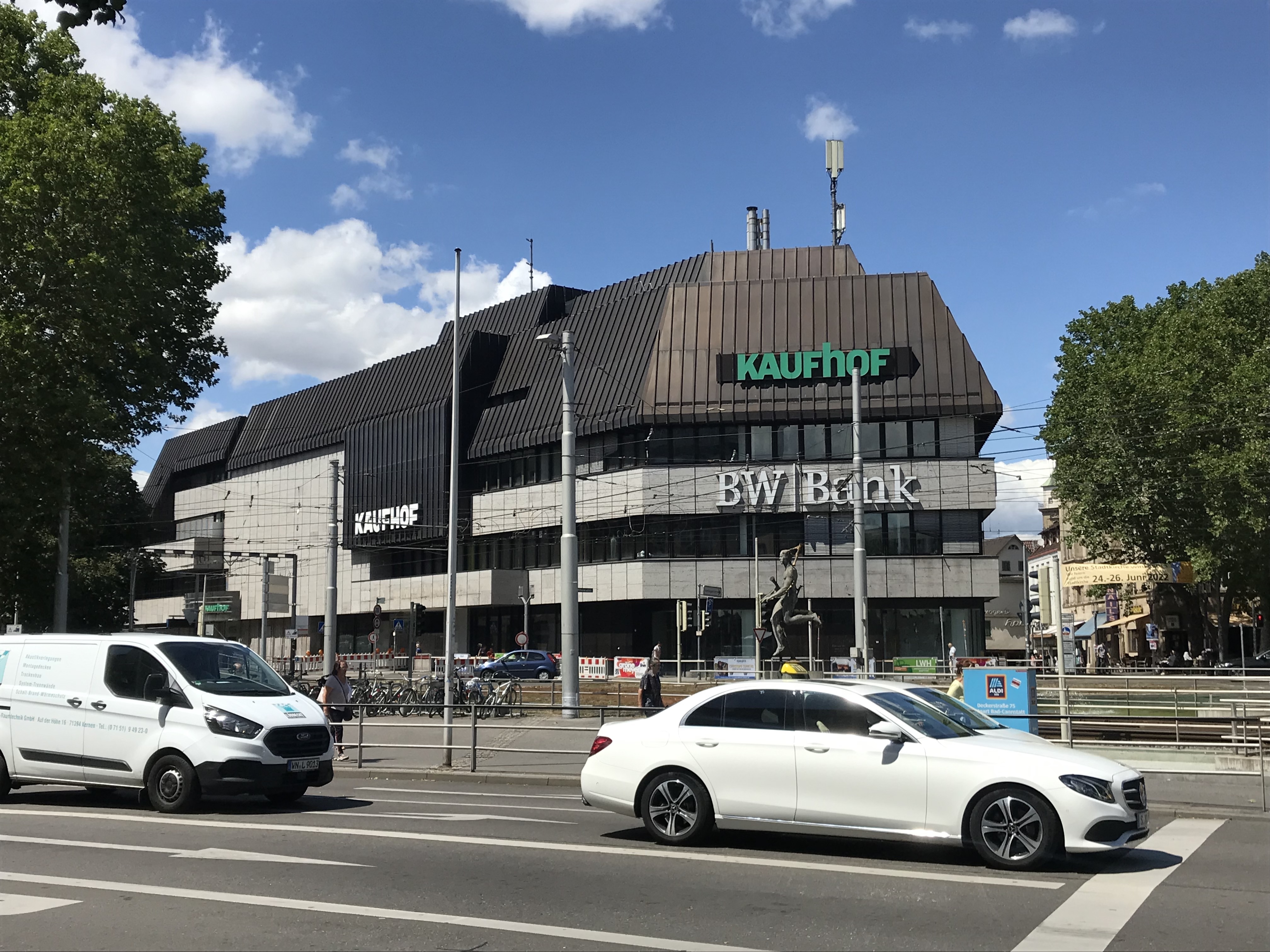
Ansicht zum Wilhelmsplatz an der Badstraße, Ecke Marktstraße (2022)

Der Kaufhof war eine Filiale der gleichnamigen Warenhauskette in Stuttgart-Bad Cannstatt. Das markante Gebäude am Wilhelmsplatz südöstlich der Cannstatter Altstadt wurde 1976 eröffnet. Nach der Schließung der Kaufhof-Filiale im Oktober 2020 wurde das Gebäude Ende 2022 abgerissen. Neben dem Kaufhaus befanden sich auch eine Bank, eine Apotheke, sowie Büro- und Praxisräume in dem Gebäude.

## Beschreibung

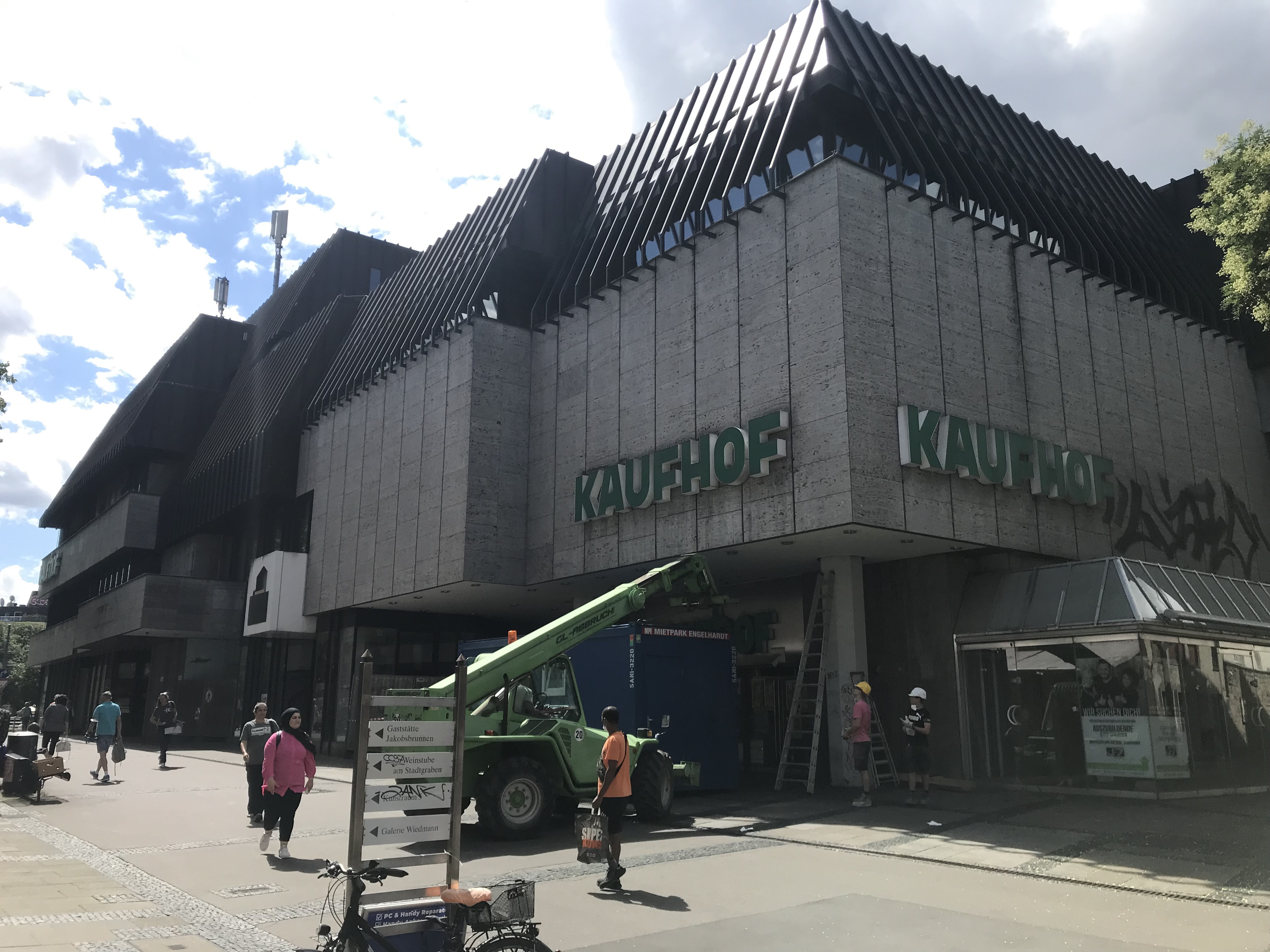
Ansicht zur Marktstraße, Ecke Badgraben (2022)

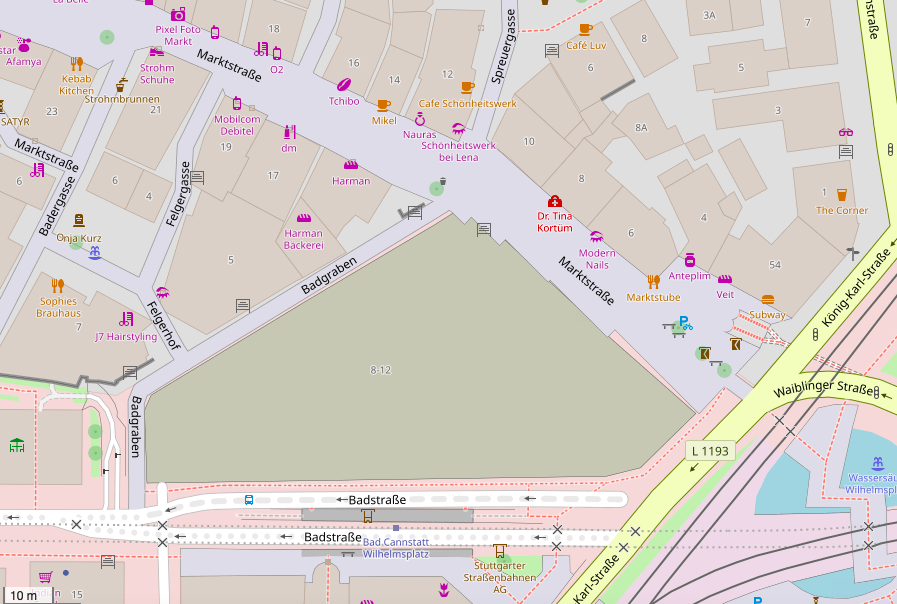
Auf dem mittigen grau-braunen Grundstück befand sich der Kaufhof (Kartenstand: November 2024).

Der Kaufhof befand sich auf einem dreieckigen Grundstück zwischen Marktstraße, Badstraße und Badgraben, der die Grenze der historischen Altstadt markiert. Das Gebäude war zum Wilhelmsplatz leicht abgeknickt und bildete von dort den Eingang von diesem Verkehrsknoten zur Altstadt, die über die Marktstraße als Hauptachse und Fußgängerzone erschlossen wird.
Das Gebäude verfügte über drei Vollgeschosse sowie Keller- und Dachgeschoss als Verkaufsfläche und ein zusätzliches Technikgeschoss im Dach. Der Baukörper war dreizonig. Die Erdgeschosszone war zurückgesetzt und fast vollständig verglast. Zwischen Badstraße und Marktstraße verlief eine Ladenpassage. Die darüberliegende Geschosszone war mit grauem Naturstein verkleidet und teilweise von zurückgesetzten Fensterbändern durchzogen. Nach oben schloss der Baukörper mit einem kupferverkleideten Mansardflachdach ab. Das Dach versprang mehrmals entlang der Fassaden und passte sich damit der nicht einheitlichen Gebäudehöhe an.

## Geschichte
Der Kaufhof wurde von den Architekten Klüser–Dietrich + Partner in Zusammenarbeit mit Werner Luz entworfen und 1975 bis 1976 errichtet. Bauherr war die Kaufhof AG in Köln.
Die Filiale, die zuletzt als Galeria Kaufhof firmierte, wurde im Oktober 2020 geschlossen und durch den Hauptmieter, die Signa-Gruppe Ende 2022 abgerissen. Nach Verhandlungen zwischen den drei Eigentümern des Grundstückes, der LBBW Immobilien-Gruppe, einer Cannstatter Erbengemeinschaft und der Eugen Mertz GmbH & Co. KG. konnte im Februar 2023 die LBBW das gesamte Grundstück erwerden. Für das Grundstück ist eine sechsgeschossige Neubebauung des Areals auf dem nicht abgerissenen Kellergeschoss geplant, die etwa 2027 fertiggestellt sein soll.